# Isla de la Luna
Isla de la Luna, chiamata anche Isla Koati, è un'isola della Bolivia nel Lago Titicaca vicino alla Isla del Sol. È una piccola isola rocciosa estesa per 105,1 ettari.
Nell'epoca incaica vi era un tempio denominato Iñac Uyo o Palazzo delle vergini del sole, dove abitavano appunto le vergini del sole.
Nell'isola poteva entrare solo il Qhapaq Inca, il sovrano dell'impero Inca.
Attualmente è abitata da poche famiglie di indigeni di origine quechua e aymara, dedite ad agricoltura, pastorizia e vendita del loro artigianato ai turisti. Oltre alle lingue native, viene parlato lo spagnolo.